# Guerra sino-indiana
La guerra sino-indiana (in cinese: 中印邊境戰爭T, 中印边境战争S, Zhōng-Yìn Biānjìng ZhànzhēngP, in hindi: भारत-चीन युद्ध Bhārat-Chīn Yuddha, guerra di confine sino-indiana) fu un breve ma intenso conflitto che vide contrapposta la Cina e l'India nell'ottobre del 1962 per il controllo della parte nordoccidentale del territorio indiano del Kashmir, l'Aksai Chin, e nordorientale NEFA ("North East Frontier Agency"), rispettivamente delimitati dalla Linea Johnson e dalla Linea McMahon, entrambe contestate da parte cinese.
L'India, nonostante il sostegno logistico statunitense, risultò sconfitta sul campo e si vide privata di un'ampia porzione - tuttora rivendicata - di territorio himalaiano (l'area conosciuta col nome di Soda Plains) dell'ex reame del Kashmir (oggi resta territorio indiano il Jammu e Kashmir) al confine nordoccidentale, mentre il confine nordorientale nell'Arunachal Pradesh non subì alcuna modifica di posizione.
L'attuale confine, contestato dall'India, corre molto a meridione della catena montuosa del K'un-lun e prende il nome di "Linea di controllo effettivo" (Line of Actual Control).

## Le cause del conflitto
La Cina ha da sempre considerato il Tibet quale sua zona d'influenza. Nel 1904 la Gran Bretagna, a quel tempo amministratrice del subcontinente indiano, decise di regolare le questioni confinarie settentrionali dei propri domini in modo definitivo.
Dei confini contestati, ai cinesi è indispensabile il possesso del solo territorio nordoccidentale, non tanto per questioni economiche, bensì strategiche, in quanto quivi è stato possibile costruire l'unica rotabile che collega il Tibet allo Xinjiang, due province cinesi altrimenti non collegabili via terra.
Dal punto di vista economico, infatti, quest'area, chiamata "Ladakh" dagl'indiani ed "Aksai Chin" dai cinesi, è un altopiano pressoché desertico, privo di qualsiasi risorsa utile. Trattasi - infatti - d'un deserto pietroso, circondato a settentrione dalla catena montuosa del Kun Lun che la separa dal Bacino del Tarim, ed a meridione dalle vette himalayane. L'intera area è costellata di diversi bacino endoreici e da parecchi laghi privi di flora e di fauna in quanto salati od eccessivamente alcalini per la presenza massiccia di soda. L'altitudine media dell'intero territorio è di circa 5 000 metri sul livello del mare e la parte più desolata è quella settentrionale, nota col nome di "Soda Plains". La zona più ospitale è quella occidentale, solcata dal fiume Karakash, affluente del Tarim, che -peraltro - costeggia anche le Soda Plains, ed in collegamento con la Valle di Shaksgam, o - semplicemente - "Shaksgam", una valle transhimalayana che la Cina estorse al Pakistan nel marzo del 1963, essa pure oggetto di contesa con l'India. La parte più arida è quella orientale: essa costituisce un unico bacino endoreico e possiede il maggiore dei laghi dell'intera regione, il Lago Aksai Chin, ma riceve solo pochi millimetri di pioggia ogni anno.
L'area contesa nordorientale, segnata dal corso del fiume Brahmaputra, invece, fu riconosciuta britannica da parte cinese nel 1826, e prese il nome di "Linea McMahon". I territori indiani al di sotto di tale linea vennero ripartiti in North East Frontier Territories e Burma nel 1886, dopo la conquista della Birmania (odierno Myanmar).
La Gran Bretagna a nordovest, inoltre, occupava il reame del Kashmir dal 1846, ma in questa zona di cime tutte oltre i 7 000 metri d'altitudine, priva di strade, non esisteva un vero e proprio confine ben definito col regno del Tibet. Un pellegrino buddista cinese, che attraversò l'Aksai Chin nel 751, per recarsi nella città indiana di Ptaliputra, così descrisse queste lande: «Vette elevatissime ricoperte di neve perenne e perennemente immerse nella bruma da una parte. Profondissimi baratri sul cui fondo ruscelli impetuosi emanano un boato che rompe il silenzio pressoché assoluto. In mezzo, stretti ed erti sentieri dove non incontreresti anima viva per anni. Cascate si formano da pareti a strapiombo. Fitti boschi avvolti nella foschia si trovano solo fino ad una certa altitudine: dopo solo muschio e dopo neppure questo: una landa spettrale e brulla. Di giorno un sole pallido all'orizzonte illumina un cielo terso. Di notte non riesci a capire dove finiscono le cime e dove inizia la luna, a meno che tu non la veda specchiarsi in uno dei numerosi laghi le cui acque sono trasparenti e di un colore azzurro-verde».
In quest'area si dipartiva un ramo collaterale della Via della seta, che portava i mercanti cinesi a scambiare la preziosa stoffa con le spezie nei porti indiani. Altrimenti, gli unici utilizzatori dei sentieri descritti dal monaco cinese erano i pastori tibetani quando (ed avviene tuttora) eseguono la transumanza delle mandrie di yak. In pratica, quest'area, da sempre, posta a cavallo tra mondo cinese e mondo indiano, non fu mai rivendicata da alcuno formalmente per millenni.
I precedenti amministratori del Kashmir, i Sikh avevano raggiunto un accordo coi tibetani, nel 1842, in base al quale la Confederazione Sikh prendeva possesso del territorio a sud del passo Karakorum e del lago Pangong. Anche i britannici riconobbero questo confine, che prese, in seguito, il nome di "Linea Johnson" nel 1846, al momento dell'annessione del Kashmir ai domini indiani della corona. La linea Johnson venne formalizzata, quale confine nel 1865, ma mai presentata alla controparte cinese di cui il Tibet si riconosceva vassallo. Essa posizionava l'intero Aksai Chin nella neocostituita provincia indiana del Kashmir.
Nel cinquantennio successivo la situazione degenerò. Temendo che la Russia zarista stesse per attirare il Tibet nella sua orbita, i britannici iniziarono a premere sulla Cina per poter ottenere un confine più favorevole all'India. Già dal 1865 furono avviati i contatti coi cinesi per l'annessione all'Impero britannico dell'Aksai Chin, ma senza risultati pratici. Nel 1892 i cinesi fissarono i paletti confinari sulla Linea Johnson, ma l'ufficiale britannico Sir John Ardagh propose una nuova modifica della linea confinaria nel 1897, spostandola più a nord, in modo da comprendere tra i domini britannici la catena montuosa del Kun Lun ed il bacino del fiume Yarkand. Questa nuova linea confinaria, rigettata dall'Impero Manciù è il confine riconosciuto attualmente dall'India ("Linea Johnson - Ardagh"). Poco dopo, nel 1899, venne proposta una nuova linea confinaria più favorevole alla Cina, la "Linea McCartney - Elgin", caldeggiata dall'allora governatore dell'India, Lord Elgin. In base a tale confine, unicamente la Lingzi Tang Plains sarebbe passata ai britannici. Ma i cinesi respinsero pure quest'accordo. In seguito a dispute di confine, sfociate in scontri armati con l'Impero Manciù, al potere in Cina fino al 1911, una spedizione militare britannica entrò a Lhasa, la capitale tibetana, cacciandone le guarnigioni cinesi. I tibetani, il cui stato era dalla metà del XVIII secolo vassallo della Cina, ne approfittarono per dichiarare l'indipendenza e porsi sotto tutela della Gran Bretagna. Gran Bretagna e Tibet indipendente firmarono un accordo (Accordo di Simla), nel 1913 per sistemare la questione confinaria.
Inizialmente, il nuovo confine prese il nome di "Linea MacCartney-MacDonald". Essa portava notevoli variazioni territoriali a favore dell'India sia a nordest che a nordovest. La Cina protestò ma era troppo debole per potersi opporre al fatto compiuto.
Poiché la Rivoluzione cinese cacciò l'imperatore ed instaurò una debole repubblica (1911) che dette origine ad un quarantennio di caos politico, e la Rivoluzione di Ottobre (1917) in Russia allontanò le mire di quella nazione verso i territori cinesi, gli inglesi non rivendicarono più il confine della Linea McMahon, né ritornarono su quello della Linea Johnson, cosicché il confine tra Tibet e possedimenti britannici tornò ad essere vago ed indefinito.
La situazione rimase politicamente tranquilla fino al 1947, quando la Gran Bretagna si ritirò dalla regione e l'India divenne indipendente. Ben presto sorsero contrasti tra la popolazione di religione indù e quella di religione musulmana, che portarono alla traumatica divisione dell'ex-possedimento britannico in due stati rivali, il Pakistan a prevalenza musulmana e l'India a maggioranza induista. Nel 1947 al Pakistan apparteneva anche un possedimento orientale non in continuità territoriale con esso (exclave), il Bengala, che, a seguito di una nuova guerra con l'India, divenne indipendente nel 1971 come Bangladesh.
Il reame del Kashmir era governato da un marajah di religione induista e la popolazione, a prevalenza musulmana, aveva sempre convissuto pacificamente con la minoranza indù. Nel 1947, il Kashmir votò l'annessione al Pakistan, ma il marajah optò per confederarsi all'India. Scoppiò una guerra civile che si allargò fino a coinvolgere i due paesi sponsorizzanti le parti in lotta, il Pakistan di Mohammad Ali Jinnah a favore dei musulmani e l'India di Jawaharlal Nehru in aiuto del marajà e della minoranza induista. La situazione si stabilizzò solo con un armistizio imposto dall'O.N.U. nel 1949. Ne seguì una partizione del Kashmir che scontentò entrambi gli schieramenti (e infatti non ne ottenne riconoscimento), con la parte orientale annessa al Pakistan e quella occidentale fusa col reame di Jammu ed annessa all'India.
Nel frattempo, in Cina il locale partito nazionalista era sconfitto dai comunisti di Mao Ze Dong (1949), che invasero il Tibet l'anno successivo (1950). L'invasione cinese del Tibet pose fine allo stato-cuscinetto retto dal Dalai Lama e creò un confine diretto tra Cina e India. Il primo ministro indiano Nehru protestò solo verbalmente per l'invasione cinese del Tibet, ma rilasciò anche una dichiarazione alla stampa internazionale che aveva il sapore d'una profezia: «Oggi i cinesi si sono presi il Tibet, ovvero il palmo della mano. Domani si prenderanno anche le singole dita: l'indice è costituito dal Nepal, il medio dal Bhutan, l'anulare dal Sikkim [quest'ultimo si unì - invece - spontaneamente all'India nel 1975, ma questa unione non fu riconosciuta dalla Cina]. Ed anche il pollice ed il mignolo se li prenderà, che sono costituiti dal Ladakh indo-pakistano [l'Aksai Chin indiano venne conquistato con la guerra del 1962 e parte del Kashmir pakistano venne acquisito nel 1963] e dai territori del North-East Frontier Agency».
Come già fece la Cina nazionalista, anche i comunisti rigettarono il confine proposto dalla Linea McMahon a oriente, affermando, altresì che il confine tra i due paesi neppure era costituito dalla Linea Johnson ad occidente. Fecero altresì notare come, nel trentennio precedente, i britannici avessero utilizzato non meno di undici differenti linee di confine, e che dal canto suo il governo indiano aveva stabilito vagamente la Linea Johnson quale confine riconosciuto dal momento dell'indipendenza.

## La diplomazia sino-indiana
L'India cercò di stabilire subito buone relazioni con la Cina, caldeggiando l'adesione del vicino al Movimento dei paesi non allineati ed invitandola alla conferenza di Bandung (1955).
La Cina, invece, già dal 1951 dichiarò che non intendeva riconoscere i confini imposti mezzo secolo prima dalla Gran Bretagna. Infatti, Zhou Enlai, il 15 giugno 1951, dichiarò che «Il confine naturale con l'India corre ben più a meridione delle vette del K'un-lun. La regione dell'Aksai Chin è stata da sempre parte integrante della nostra Madrepatria, tant'è che il suo nome significa "deserto rosso cinese". Confido che il governo di Delhi sia ragionevole e non si debba giungere ad imporre una guerra ai neutrali (cinesi ed indiani)». Ma le scaramucce iniziarono già dal 1951 con morti, feriti e prigionieri da ambo le parti, nonostante il riconoscimento ufficiale da parte indiana, nell'aprile 1954, dell'annessione cinese del Tibet.
Il 1º luglio 1954 il primo ministro indiano Nehru dichiarò che la Linea Johnson a nordovest non era negoziabile e che il confine con la Cina era dato, a nordest, dalla Linea McMahon; il confine, cioè, includeva tra i possedimenti indiani l'altopiano dell'Aksai Chin. A tal proposito, cinesi ed indiani iniziarono una serie di colloqui rivelatisi poi infruttuosi (Five principles of peaceful coexistence, i "Cinque principî per una pacifica coesistenza"). Nel frattempo, in tutta segretezza, dal 1952 i cinesi iniziarono la costruzione di una strada strategica, in quanto collegava direttamente il Tibet meridionale con la provincia orientale del Xinjiang. Gli indiani si accorsero dell'esistenza della China National Highway - contrassegnata dalla sigla G219 - solo nel 1957, grazie alle foto riprese dagli aerei spia americani ed alla pubblicazione delle nuove mappe cinesi. Il problema ora era dato dal fatto che questa strada violava anche il confine della Linea Johnson in alcuni tratti. Ad aggravare la tensione ci furono anche la concessione dell'asilo politico al Dalai Lama offerto dall'India dopo la rivolta tibetana del 1959 e la tolleranza indiana verso i programmi d'addestramento che la C.I.A. organizzava sul territorio indiano per i ribelli tibetani. Proprio il 28 agosto 1959 la Cina militarizzò il territorio indiano occupato, a protezione dei 179 km di rotabile su un totale di oltre 1200 km che collegano le due province cinesi, ed appoggiando le rivendicazioni pakistane su un'altra area contesa di confine con l'India, il Ghiacciaio Siachen. .
Gli scontri tra l'esercito indiano ed il cinese divennero quasi quotidiani nel biennio 1960-1961. Per tutta risposta, i cinesi trasferirono cannoni senza rinculo a presidiare la strada strategica, dal momento che gli indiani cercavano di interromperne i lavori di prosecuzione. Gli indiani chiesero ed ottennero l'appoggio statunitense, mentre i cinesi proprio in quel periodo rompevano con l'Unione Sovietica. In realtà la questione era solo apparentemente tranquilla perché i cinesi ritenevano la regione strategica e gli indiani non volevano rinunciarvi per motivi di prestigio. Addirittura, gli indiani pretesero che il confine tra le due nazioni corresse qualche decina di chilometri più a nord della Linea McMahon, in quanto quello era il confine settentrionale dell'impero Maurya, il primo impero indiano fondato nel 322 a.C. Per i cinesi queste pretese erano semplicemente inammissibili. Tale confine avrebbe incluso gli alti corsi dei fiumi Indo, Sutlej e Brahmaputra, non troppo distanti dalla capitale tibetana Lhasa. L'India incassò anche l'appoggio dell'URSS il 2 ottobre 1959, grazie ad un intervento diretto del presidente sovietico Chruščёv.
I cinesi proposero un accordo agli indiani in base al quale avrebbero lasciato i territori nordorientali all'India in cambio dell'Aksai Chin, ma l'India rifiutò. Per i cinesi, il controllo dell'Aksai Chin, e della strada che lo attraversa, era di vitale importanza al fine del mantenimento del controllo del Tibet, e lo divenne ancor più dal 1965 quando il Tibet perse anche le ultime vestigia d'indipendenza divenendo un territorio autonomo cinese. Del tutto trascurabile era, invece, l'importanza del confine nord-orientale. Difatti, l'accordo siglato con la Birmania il 28 gennaio 1960 riconobbe la Linea McMahon quale confine tra i due stati. Per la linea di confine nord-occidentale, invece, la Cina intraprese una guerra con l'India nel 1962 e siglò a Pechino un trattato (il 2 marzo 1963) col Pakistan, in forza del quale era autorizzata dal Pakistan ad annettersi alcuni contrafforti himalaiani vicino alla valle dello Hunza.

## Lo scontro armato
Dopo anni di continue e reciproche violazioni del confine tra il 1957 ed il 1960, la tensione salì bruscamente nel 1961. Alcune scaramucce nel 1961-1962, scambi di colpi di artiglieria pesante in un territorio praticamente privo di popolazione residente innescarono lo scontro aperto, noto come "guerra dei 30 giorni". Il principale motivo di scontro era relativo alla demarcazione dei 3 500 chilometri di confine. Inoltre, entrambi i paesi erano interessati ad annettersi lo stato - a quel tempo indipendente - del Sikkim, che nel 1975 entrò a far parte dell'Unione Indiana, ma che la Cina riconobbe solo nel 2005 come annesso all'India. Nel 1960 il Premier indiano Nehru avviò la cosiddetta Forward Policy, politica di azione militare "in avanti" per impedire ulteriori avanzate cinesi. In applicazione di tale politica, tra il 1961 ed il 1962, l'India stabilì numerosi avamposti nei territori contesi.
Nel settembre del 1962 l'esercito indiano ricevette l'ordine di sloggiare con la forza i cinesi dall'Aksai Chin, un altopiano desertico e pressoché disabitato sito a 7 000 metri d'altitudine. Il 10 ottobre 1962 scoppiarono le ostilità, e l'esercito popolare cinese, superiore in numero, preparazione e logistica, ebbe la meglio. L'esercito cinese, preceduto da un fuoco d'artiglieria, violò i confini dello stato indiano dell'Assam provocando una vera e propria diaspora nella popolazione indiana. L'India venne letteralmente colta di sorpresa in quanto s'aspettava l'attacco cinese sulla frontiera occidentale del Ladakh e non su quella orientale, per cui le forze militari a presidio di quel tratto di confine erano assai esigue. I titoli dei giornali di quei giorni già paventavano le truppe cinesi nel golfo del Bengala. L'attacco cinese si configurò come un vero blitzkrieg, la celebre guerra-lampo e, al termine di aspri scontri, costò al governo indiano la perdita di oltre 22000 km² di territorio (l'India parla di 38000 km² perduti). I cinesi dichiararono come raggiunti i propri obiettivi il 21 novembre 1962 e dichiararono un "cessate il fuoco" unilaterale, ritirandosi dall'Assam, ma non dall'Aksai Chin.

## Il contenzioso dopo la guerra
Tra i due Paesi tecnicamente non è ancora conclusa la guerra, in quanto non è stata firmata una vera e propria pace, ma solo un armistizio, e l'India accusa la Cina di avere occupato 38 000 chilometri quadrati del suo territorio, mentre Pechino rivendica 90 000 chilometri quadrati, in pratica l'intero Stato di Arunachal Pradesh. Negli ultimi mesi del 2004 Nuova Delhi ha lamentato ripetute intrusioni cinesi lungo il confine conteso e Pechino ha ribadito le pretese su tale territorio. Pechino, inoltre, vede con sospetto le più strette relazioni indiane con gli Stati Uniti: a settembre l'India ha ospitato nella baia del Bengala esercitazioni militari navali di Stati Uniti e altri Paesi. Pechino, infine, rimprovera all'India l'ospitalità concessa al Dalai Lama e agli altri tibetani in esilio.
Nonostante diversi tentativi per arrivare ad un'equa soluzione della disputa, a tutt'oggi essa non è stata ancora composta, per il confine del Ladakh, per i seguenti motivi:
- la linea del cessate il fuoco unilaterale (da parte cinese) è stata dichiarata quale linea di confine da parte della Cina. L'India, invece, contesta la linea armistiziale e considera come confine la linea del confine del disciolto Impero britannico;
- l'India contesta la cessione da parte del Pakistan di parte del territorio del Karakorum alla Cina avvenuta nel 1963. L'India considera proprio territorio anche la porzione pakistana del Kashmir, e - dal suo punto di vista - il Pakistan ha alienato un territorio non di sua proprietà;
- l'India contesta la strada di vitale importanza che i cinesi costruirono negli anni 1955-1959 per collegare le provincie del Tibet e dello Xinjiang. Dal punto di vista indiano, la Cina ha costruito la strada sul territorio indiano;
- pur avendo l'India riconosciuto l'annessione del Tibet alla Cina nel 1954, tuttavia essa ospita sul proprio territorio il governo tibetano in esilio;
- del resto, soltanto nel 2005 la Cina ha riconosciuto lo stato indiano del Sikkim (indipendente fino al 1975), stretto tra Nepal e Bhutan, come parte integrante dell'Unione Indiana;
- la Cina continua a contestare anche il meno importante - strategicamente parlando - confine orientale. Non a caso, appena il 13 novembre 2006, l'ambasciatore cinese a Nuova Delhi ha ricordato che Pechino continua a rivendicare la porzione di territorio himalaiano rappresentata oggi dallo stato indiano nord orientale dell'Arunachal Pradesh (al tempo del conflitto, questo territorio costituiva la "North East Frontier Agency"). La risposta del neo-ministro degli Esteri indiano, Pranab Mukarjee ha però frenato le mire annessionistiche cinesi, lasciando intendere che su questo punto l'India non è disposta a cedere[6].
- l'India accusa la Cina di indire periodiche consultazioni per la definitiva definizione del confine fin dal 1966, senza però l'intenzione di giungere ad un accordo soddisfacente (essa stessa aveva proposto lo status di extraterritorialità della strada strategica cinese in cambio del riconoscimento dei vecchi confini del 1947).

Pur tuttavia, ci sono anche delle notizie positive al riguardo:
- l'interscambio economico tra le due nazioni è assai sviluppato. L'India importa materiali grezzi o semilavorati dalla Cina ed a lei vende prodotti tecnologici avanzati[7].
- l'avvicinamento tra Nuova Delhi e Pechino seguito alla visita in Cina del già primo ministro indiano Bihari Vajpayee nel 2003, cui ha fatto seguito quella del presidente cinese Hu Jintao in India nel novembre 2006[8].
- gli incontri hanno avuto importanti riscontri anche simbolici, come la riapertura del passo himalaiano di Nathu La (chiuso dalla guerra sino-indiana del 1962) e il varo di un progetto di estensione della linea ferroviaria cinese Qinghai-Lhasa fino ad arrivare a Yadong, l'ultima città cinese prima del passo che segna il confine con l'India[9]. Il comunicato stampa rilasciato a Pechino, infatti, enfatizza che «I governi di Pechino e Nuova Delhi hanno raggiunto l'accordo: il 6 luglio 2005 sarà riaperto il passo di Nathu La, importante tappa sulla storica Via della Seta, a 4 300 metri d'altitudine sulla catena dell'Himalaia, praticamente a metà strada fra Lhasa, capitale del Tibet, e il porto indiano di Calcutta, circa 500 chilometri di distanza ciascuno[10]».
- truppe dei due Stati operano insieme sui monti dello Yunnan in una serie di manovre militari congiunte annuali. È un importante passo per favorire sempre maggiori rapporti tra i due tradizionali rivali, che ancora non hanno concluso la guerra del 1962.
- nonostante tutto, il pianoro desertico dell'Aksai Chin non interessa più di tanto entrambi i contendenti. Alla Cina interessa l'accesso diretto al Tibet dalle regioni orientali, mentre l'India ne fa una questione di prestigio.